# Elaphropus parvulus
Elaphropus parvulus (лат.) — вид жужелиц из подсемейства Trechinae. Голарктика.

## Описание
Жуки мелких размеров, длина которых 1,8—2,2 мм. Тело очень выпуклое и блестящее; переднеспинка и надкрылья без микроскульптуры. Последний максиллярный членик рудиментарный, значительно короче третьего членика; ментум без глубоких ямок. Надкрылья с загнутой на вершине шовной бороздкой, отходящей от бокового края; 8-я бороздка надкрылий цельная, заметная и посередине. Имаго встречаются на берегах рек, озёр и ручьёв, а также у моря. Этот вид в основном ведёт дневной образ жизни. Взрослые особи умеют летать, считаются быстрыми бегунами. Исходный ареал включает Палеарктику (Европа, Азия, Северная Африка). В последние годы отмечается в Северной Америке (Канада, США).